# Bolincheur

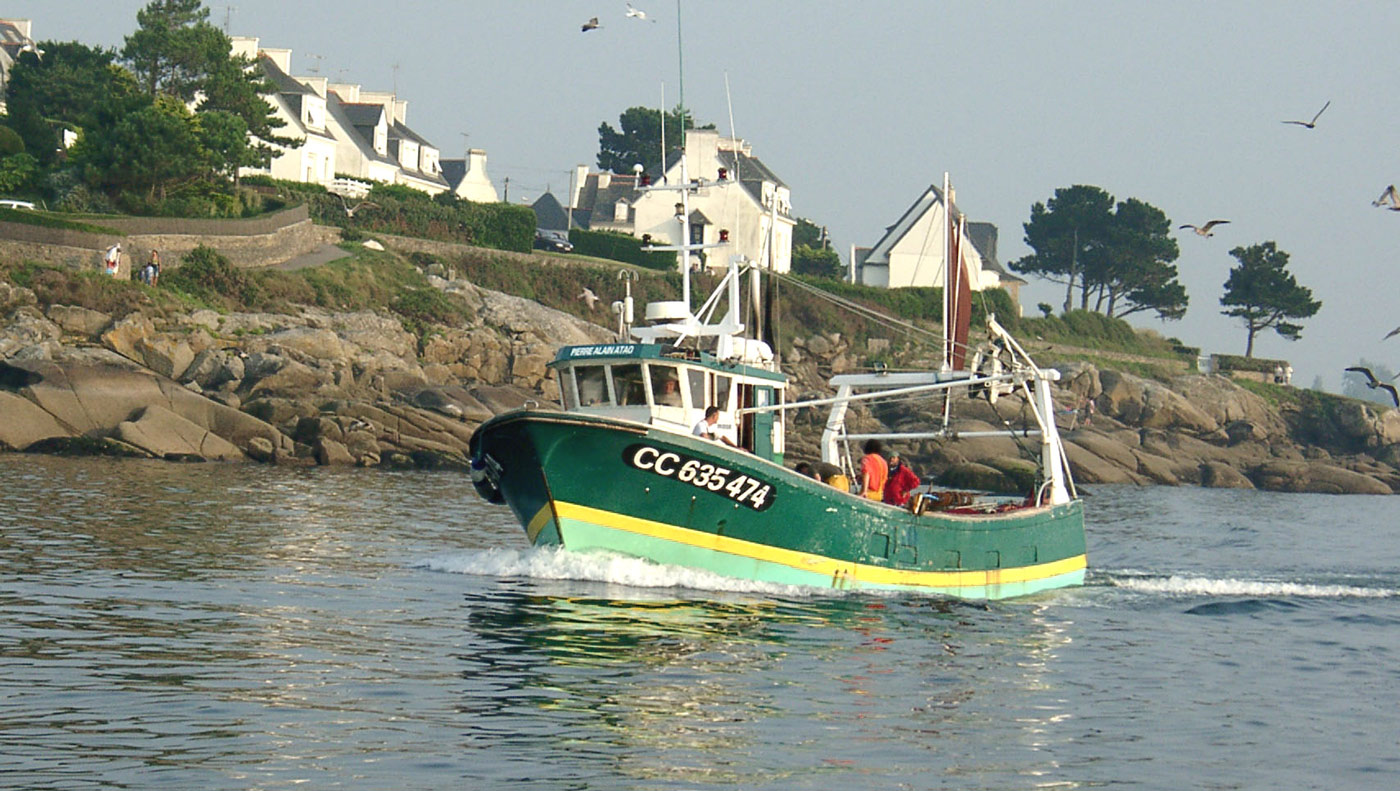
Un bolincheur à l'entrée du port de Concarneau.

Un bolincheur ou sardinier est un bateau de pêche ayant comme espèces cibles les poissons bleus comme la sardine, l’anchois et le chinchard, il utilise un filet tournant appelé bolinche.
Filée depuis l’embarcation, la bolinche ou petite senne permet d’encercler rapidement le banc de poissons, dès qu’il est repéré à l’aide du sonar. La coulisse, un filin, glissant dans sa partie inférieure, assure sa fermeture. La bolinche forme alors une poche emprisonnant le poisson qui est ramenée progressivement à bord. Les sardines sont chargées dans les cales à l'aide d'une salabarde, épuisette spéciale portée par une petite grue, et sont conservées dans des bacs de glace.
Ce type de pêche favorise la pêche durable et la qualité du poisson qui n'est pas étouffé, au contraire du chalut pélagique.
Avant l'utilisation des bolincheurs, la technique de pêche employait des chaloupes avec des filets maillants et comme appât principal pour pêcher la sardine, la rogue de morue (amorce d'œufs de morue salés mélangée à du tourteau d'arachide) qui provenait quasi exclusivement de Bergen en Norvège. En 1960 débute la pêche à la bolinche sans rogue, avec un sondeur bathymétrique permettant de visualiser le banc de poissons.

## Galerie
|  |  |  |